# Chris Squire
Chris Squire (ur. 4 marca 1948 w Londynie, zm. 27 czerwca 2015 w Phoenix) – brytyjski basista rockowy znany z długoletnich występów z progresywną grupą Yes oraz z nagrań studyjnych z wieloma artystami progresywnego rocka. Znany był z unikatowej riffowej i bardzo melodyjnej gry na gitarze basowej.
Muzyk zmarł 27 czerwca 2015 roku w Phoenix w trakcie leczenia ostrej białaczki szpikowej. Miał 67 lat. Był trzykrotnie żonaty, miał pięcioro dzieci.

## Filmografia
- "Rising Low" (2002, film dokumentalny, reżyseria: Mike Gordon)[5]
- "An Ox's Tale: The John Entwistle Story" (2006, film dokumentalny, reżyseria: Glenn Aveni, Steve Luongo)[6]
- "Jimi Hendrix: The Guitar Hero" (2011, film dokumentalny, reżyseria: Jon Brewer)[7]

## Dyskografia
- Chris Squire – Fish out of Water (1975, Atlantic Records)[8]
- Rick Wakeman – The Classical Connection 2 (1991, President Records)[9]
- Chris Squire, Billy Sherwood – Conspiracy (2000, Eagle Rock)[10]
- Gov't Mule – The Deep End Volume 2 (2002, ATO Records)[11]
- Chris Squire – Swiss Choir (2007, Lime Records)[12]
- Squackett (Chris Squire, Steve Hackett) – A Life Within a Day (2012, Esoteric Antenna)[13]

## Instrumentarium
| Gitary - 1964 Rickenbacker 4001 Model RM1999, Serial number DC127 - 1970 Fender Jazz Bass - Fender American Standard Jazz Bass Guitar - Lakland Bob Glaub - Mouradian CS-74 - MP Electra Bass Guitar - 8-string Ranney Bass Guitar - Tobias 5-string Bass Guitar Wzmacniacze i kolumny głośnikowe - Ampeg SVT-2 PRO Amplifier - Ampeg Svt-2 Pro Series Amplifier - Ampeg SVT-810E 8x10 Cabinets - Ampeg Svt-810E Bass Enclosure - Marshall Super Bass - Marshall 4x12 Cabinets - Marshall 1960A/1960B 300W 4X12 Guitar Extension Cabinet Straight - SWR Bass 350 - Swr Power 750 750W Bass Power Amplifier - SWR 2x15" Cabinets |  | Efekty gitarowe - Samson UR-4/UR-5D Wireless Systems - ART SGX Nightbass - Sound Sculpture Router - MXR 1500 Digital Delay - Korg Digital Reverb - E-mu ESI-2000 Sampler - X-15 Ultrafoot Controller - Furman PL1 Power Conditioner - Hush Unit - Rocktron Hush Pro Guitar Noise Reduction System Silver - Maestro Fuzz Unit - TC Electronic Chorus/Flanger - TC Electronic Stereo Chorus Flanger - TC Electronic Reverb - TC Electronic Delay Struny - Rotosound Swing Bass 66 (.045, .065, .080, .105) |